# La Mort en direct
Pour plus de détails, voir Fiche technique et Distribution.
La Mort en direct est un film dramatique franco-allemand réalisé par Bertrand Tavernier et sorti en 1980. Ce film est dédié à Jacques Tourneur.

## Synopsis
Dans un futur proche où la science a réussi à vaincre les plus grandes maladies, Katherine Mortenhoe, autrice de livres à succès, apprend qu'elle est atteinte d'une maladie incurable et qu'il ne lui reste plus que quelques semaines à vivre. Elle est contactée par une chaîne de télévision qui souhaite la filmer pour son émission La Mort en direct. Refusant l'offre, elle sera filmée à son insu par Roddy, cadreur, grâce à une micro-caméra implantée dans ses yeux.
Pour le réalisateur Bertrand Tavernier, le film dénonce la « dictature du voyeurisme » ; Roddy est « l'homme caméra, le super-voyeur, l'idéaliste perverti qui a vendu ses yeux au diable », propos prémonitoires sur les futures émissions de télé-réalité ou sur l'intrusion dans la sphère privée du phénomène Internet.

## Fiche technique
Sauf indication contraire, les informations mentionnées dans cette section peuvent être confirmées par la base de données cinématographiques Unifrance,  présente dans la section « Liens externes ».
- Titre : La Mort en direct
- Titre anglais : Death Watch
- Titre allemand : Der gekaufte Tod
- Réalisation : Bertrand Tavernier
- Assistants à la réalisation : Jean Achache, Charlotte Trench, Jean-Louis Uzan
- Scénario : Bertrand Tavernier et David Rayfiel (en), d'après le roman de science-fiction The Continuous Katherine Mortenhoe, or The Unsleeping Eye de David Guy Compton[2]
- Producteurs : Gabriel Boustani, Bertrand Tavernier
- Producteurs associés : Renzo Rossellini, Sigmund Graa, Jean-Serge Breton
- Sociétés de production : Société française de production, Gaumont, Little Bear, France 2 Cinéma, TV13 Filmproduktion, Selta Films, Sara Films
- Cadre : Jean-Claude Vicquery
- Scripte : Alice Ziller
- Musique : Antoine Duhamel
- Photographie : Pierre-William Glenn
- Ingénieur du son : Michel Desrois
- Montage : Armand Psenny
- Direction artistique : Bernd Lepel
- Décors : Anthony Pratt
- Costumes : Judy Moorcroft (en)
- Format : Couleur - 2,39:1 - Son mono - 35 mm
- Pays de production :  France (majoritaire),  Allemagne de l'Ouest,  Royaume-Uni
- Langues de tournage : français, anglais, allemand
- Genre : Drame, Anticipation
- Durée : 128 minutes
- Tournage : du 11 juin au 4 août 1979
- Dates de sortie : 
  - France : 23 janvier 1980
  - Allemagne de l'Ouest : 9 mai 1980

## Distribution
- Romy Schneider (doublée par elle-même) : Katherine Mortenhoe
- Harvey Keitel (doublé par Patrick Floersheim) : Roddy
- Harry Dean Stanton : Vincent Ferriman
- Thérèse Liotard (doublée par elle-même) : Tracey
- Max von Sydow (doublé par Jean Topart) : Gerald Mortenhoe
- Caroline Langrishe : Fille dans le bar
- William Russell : Dr Mason
- Vadim Glowna : Harry Graves
- Eva Maria Meineke : Dr Klausen
- Bernhard Wicki : Père de Katherine
- Robbie Coltrane : Le chauffeur de la Limousine

## Nominations
- 1980 : Nomination à l'Ours d'Or au Festival de Berlin
- 1981 : Nominations aux César de la meilleure photographie, du meilleur montage, de la meilleure musique originale, du meilleur son et du meilleur scénario original ou adaptation.

## Autour du film
- Premier rôle au cinéma pour Robbie Coltrane.
- Le film est tourné en Écosse, notamment à Glasgow, il est dédié à Jacques Tourneur.
- Le casting est risqué pour l'époque avec Harvey Keitel, mal vu des studios après son éviction du tournage d’Apocalypse Now, et Romy Schneider qui a, auprès du public, l'image d'une femme pleine de vie, à l'opposé d'une mourante. De plus, les deux acteurs ont des méthodes de travail légèrement dissemblables : Harvey Keitel est un adepte de la Méthode tandis que Romy Schneider opte pour un jeu moins psychologique.
- Dans une courte scène, Katherine regarde un enfant jouer avec un ballon dans un parc. Il s'agit de David, le fils de Romy Schneider, qui mourra tragiquement un an plus tard.
- Le film annonce (et dénonce) la télé-réalité, à l'époque sujet relevant encore du récit d'anticipation et qui sera repris trois ans plus tard par le réalisateur Yves Boisset dans son film Le Prix du danger, puis par Paul Michael Glaser dans le remake de ce dernier Running Man en 1987.
- À la fin du film, l'ancien mari de Katherine (interprété par Max von Sydow) raconte le destin mouvementé de Robert de Bauléac, compositeur médiéval dont on entend alors l'une des œuvres sur un disque qu'il fait tourner en boucle. À la sortie du film, un certain nombre de mélomanes réclament ce disque à leurs disquaires, pourtant incapables de répondre à cette demande. En effet, Robert de Bauléac n'a jamais existé, il a été totalement inventé pour les besoins du film. La composition entendue, Robert de Bauléac's Lament, est d'Antoine Duhamel, l'auteur de toute la bande sonore du film. Le morceau fera, en revanche, partie de la bande originale complète, ultérieurement éditée.